# Roger Kingdom
Roger Kingdom (Vienna, Estats Units, 26 d'agost de 1962) és un atleta estatunidenc, ja retirat, guanyador de dues medalles olímipques i especialista en els 110 metres tanques.
Va participar, als 21 anys, en els Jocs Olímpics d'Estiu de 1984 realitzats a Los Angeles (Estats Units), on va aconseguir guanyar la medalla d'or en la prova dels 110 metres tanques, establint un nou rècord olímpic amb un temps de 13.20 segons. En els Jocs Olímpics d'Estiu de 1988 celebrats a Seül (Corea del Sud) aconseguí guanyar novament la prova olímpica, amb un temps de 12.98 segons i, per tant, nou rècord olímpic, motiu pel qual va esdevenir el segon atleta en aconseguir dos títols olímpics en aquesta prova després del també nord-americà Lee Calhoun (1956-1960).
Al llarg de la seva carrera ha aconseguit una medalla de bronze en el Campionat del Món d'atletisme, una medalla d'or en el Campionat del Món d'atletisme en pista coberta en la prova dels 60 metres tanques i dues medalles en els Jocs Panamericans, totes elles d'or.
El 16 d'agost de 1989 aconseguí batre el rècord del món dels 110 metres tanques, deixant el cronòmetre en 12.92 segons. El rècord va durar fins a l'agost de 1993 quan fou superat pel britànic Colin Jackson (12.91 segons).